# Halaba
Pour les articles homonymes, voir Alaba.
La zone Halaba, anciennement woreda spécial Alaba, est l'une des zones de la région des nations, nationalités et peuples du Sud, en Éthiopie, transférées en 2023 dans la région Éthiopie du Centre. Son chef-lieu est Alaba Kulito ou Kulito.
La zone Halaba est bordée dans la région Éthiopie du Centre par les zones Silt'e, Hadiya et Kembata. Limitrophe de la zone Ouest Arsi de la région Oromia à l'est, elle s'étend au nord-est jusqu'à la pointe sud de la zone Est Shewa.
Alaba Kulito se trouve 60 km au sud-est d’Hosaena et 30 km au nord-est de Durame.
Simple woreda de la zone Kembata Alaba Tembaro au début des années 2000, Alaba obtient le statut de woreda spécial de la région des nations, nationalités et peuples du Sud possiblement dès 2002[réf. souhaitée] et au plus tard en 2007.
Le recensement national de 2007 fait état d'une population de 232 325 habitants dans le woreda spécial, dont 12 % de citadins qui sont les 26 867 habitants d'Alaba Kulito.
L'alaba est la langue maternelle pour 77 % des habitants, le kambatta pour 8 %, l'amharique pour 6 %, l'afar pour 3 % et le silt'e pour 3 % également.
Près de 91 % des habitants sont musulmans, 5 % sont protestants et 4 % sont orthodoxes.
En 2022, la population est estimée sur le même périmètre à 339 423 personnes avec une densité de population de 341 personnes par km2 et 995 km2 de superficie,.
Entre-temps, au plus tard en 2021, le woreda spécial obtient le statut de zone et se partage en quatre woredas appelés Atote Ulo, Kulito town, Wera et Wera Djo.
La zone Halaba ainsi constituée rejoint la région Éthiopie du Centre en août 2023 à la suite de la dissolution de la région des nations, nationalités et peuples du Sud. 